# Rossinyol bord de Luzon
El rossinyol bord de Luzon (Horornis seebohmi) és una espècie d'ocell de la família dels cètids (Cettiidae). És endèmic de l'illa de Luzon, a les Filipines. Els seus hàbitats principals són els boscos tropicals i subtropicals de frondoses humits de les terres baixes. El seu estat de conservació es considera de risc mínim.